# Isn’t It Romantic (2019)
Isn’t It Romantic ist eine US-amerikanische Romantische Komödie, die am 28. Februar 2019 auf dem Streaming-Dienst Netflix erschien.

## Handlung
Natalie, eine angestellte Architektin in New York, ist 30 Jahre alt und wird aufgrund ihres Übergewichts und geringen Selbstbewusstseins von ihren Arbeitskollegen nicht stark beachtet und täglich als Mädchen für alles ausgenutzt. Natalie glaubt nicht an die Liebe, auch wenn ihre Kollegin Whitney, Liebhaberin von Romantischen Komödien, sie vom Gegenteil überzeugen will. Ihr Kollege und bester Freund Josh versucht ebenfalls immer wieder, sie zu ermutigen, bleibt jedoch erfolglos. An einem U-Bahnhof wird sie eines Tages ausgeraubt und verliert das Bewusstsein. Sie erwacht im Krankenhaus und ihr erscheint eine nahezu perfekte Welt, wie im Märchen. Alle Männer finden sie hinreißend, New York ist sauber und voller Blumen. Als sie das Krankenhaus verlässt, wird sie von der Limousine des reichen und gutaussehenden Blake angefahren, der sich auf der Stelle in sie verliebt, sie nach Hause fährt und seine Telefonnummer in einer Blume hinterlässt. Ihr chaotisches Apartment hat sich in eine große, schöne Wohnung verwandelt, ihr muffeliger Nachbar Donny in einen „Vorzeige-Schwulen“, der sie in allen Lebenslagen berät. Als sie später im Büro ankommt, sind all ihre Kollegen nett zu ihr, außer Whitney, die sich in eine wahre Zicke verwandelt hat. Natalie ist nun die leitende Architektin. Sie ist überaus verwirrt, weshalb sie mit Josh in einem Park spazieren geht, um ihm alles zu erzählen. Als dieser jedoch die reiche Yoga-Botschafterin Isabella vor dem Ersticken rettet, rückt Natalie in den Hintergrund. Sie stellt fest, dass sie in eine Romantische Komödie versetzt wurde.
Sie versucht herauszufinden, wie sie wieder in die „normale“ Welt kommt, bricht im U-Bahnhof Streit vom Zaun und wird schließlich von der Polizei festgenommen. Sie ruft Blake an, der die Kaution für sie stellt. Sie verabreden sich, haben einen schönen Abend und verbringen die Nacht miteinander. Natalie hat gehofft, durch das Finden der „wahren Liebe“ – nämlich Blake – zurück in ihre Welt versetzt zu werden. Es klappt aber nicht. Am nächsten Tag werden sie beide zu einem Umtrunk zu Josh und Isabella eingeladen. Es stellt sich heraus, dass es eine Verlobungsparty ist: Die beiden werden heiraten.
Am Tag der Hochzeit wird Natalie nun aber klar, dass sie Josh liebt. Sie gibt dem konservativen Blake den Laufpass und platzt in die Trauung hinein, um die Hochzeit zu verhindern, doch dann merkt sie, dass der Weg in die Realität das Erlangen ihres Selbstbewusstseins ist. Sie erkennt, dass die größte Liebe von allen die zu sich selbst ist. Sie verlässt die Trauung, klaut das Hochzeitsauto und verunfallt, woraufhin sie wieder in der Wirklichkeit aus dem Koma aufwacht.
Natalie macht sich auf den Weg zur Arbeit und präsentiert ihren Kollegen selbstbewusst ihre Pläne. Es stellt sich danach heraus, dass Josh schon lange in sie verliebt ist. Schließlich küssen sie sich.

## Entstehung und Veröffentlichung
| Figur           | Darsteller          | Deutscher Sprecher  |
| --------------- | ------------------- | ------------------- |
| Natalie         | Rebel Wilson        | Ursula Hugo         |
| Blake           | Liam Hemsworth      | Leonhard Mahlich    |
| Josh            | Adam DeVine         | Jörn Linnenbröker   |
| Isabella        | Priyanka Chopra     | Nana Spier          |
| Whitney         | Betty Gilpin        | Sonja Spuhl         |
| Donny           | Brandon Scott Jones | Dirk Stollberg      |
| Natalies Mutter | Jennifer Saunders   | Arianne Borbach     |
| Natalie (Kind)  | Alexandra Kis       | Magdalena Montasser |
| Dr. Todd        | Tom Ellis           | Manou Lubowski      |
| Martina         | Michelle Buteau     | Irina von Bentheim  |

Die Dreharbeiten für den Film begannen am 10. Juli 2017. Der Film hat bei einem Budget von rund 30 Millionen US-Dollar rund 44 Millionen US-Dollar in den USA eingespielt. Die Synchronisation des Films übernahm die SDI Berlin. Irina von Bentheim schrieb das Dialogbuch und führte die Dialogregie.

## Kritiken
Isn’t It Romantic erhielt ein gutes Presseecho, was sich auch in den Auswertungen US-amerikanischer Aggregatoren widerspiegelt. So erfasst Rotten Tomatoes mehrheitlich wohlwollende Besprechungen und ordnet den Film dementsprechend als „Frisch“ ein. Laut Metacritic fallen die Bewertungen im Mittel „Durchschnittlich oder Gemischt“ aus.

„Isn’t It Romantic rechnet auf zynische Art und Weise mit dem Genre der Rom-Coms ab: Klischees wie der schwule, immer leicht querky gestylte Nachbar von Nebenan, der immer sofort zur Stelle ist, das obligate Umstyling vor dem ersten Date mit dem Traumprinzen oder die schnulzig-positiven Pop-Songs im Hintergrund inklusive einer Hauptdarstellerin, die im Off mit sich selbst spricht, bekommen mit ganz viel Ironie ihr Fett weg.“

„In konzeptioneller Hinsicht hat der Film mehr mit Scream – Schrei! zu tun, insofern dass er eine Auseinandersetzung mit Genre-Klischees ist (in diesem Fall romantischen Komödien), die er sowohl satirisch behandelt als auch sich zu eigen macht.“

„Es ist irrwitzig und wundervoll. So albern ist Sich-Verlieben.“